# Каменитица 19
Пропастта Каменитица № 19, известна и като К-19, БФБ, NMN и 69, е пропастна пещера в Пирин, в горната част на циркуса Каменитица. Намира се на територията на Национален парк „Пирин“.
Разположена е на 2355 m н.в. Денивелацията ѝ е 112 m.
Каменица 19 е каскадна пещера. В началото ѝ има къса хоризонтална нисходяща галерия, в чийто край има стеснение, което откривателите наричат „Пресата“. След това следват четири по-малки отвеса и два по-големи, един 36-метров и един 22-метров. На края има стеснение, процеп, от който духа силно и се допуска, че това е пътят за достигане на по-голяма дълбочина.
Пропастта е открита на 13 август 2002 година от Николай Орлов, Marilyne Nanin и Nancy Rosseti от Франция, участници в международната експедиция „Пирин – 2002“, и веднага е кръстена NMN. Картирана е няколко дена по-късно от французите Mathieu Berger и Oliver Peron.
Изходни пунктове за пещерата са хижа „Яворов“ (4 часа) и заслона „Кончето“ (1 час).